# 沃特瓦利 (紐約州)
沃特瓦利（英語：Water Valley）是位於美國紐約州伊利縣的非建制地區。

## 歷史
沃特瓦利的郵局於1837年設立，其後於1918年停運。

## 地理
沃特瓦利所處的海拔為高於海平面237米（即778英呎），而該地所採用的時區為UTC-5，即北美东部时区（EST）。同時該地設有夏令時間，為UTC-5調快一小時，即UTC-4（EDT）。